# Annona antioquensis
Annona antioquensis este o specie de plante angiosperme din genul Annona, familia Annonaceae, descrisă de Jean Jules Linden. Conform Catalogue of Life specia Annona antioquensis nu are subspecii cunoscute.